# Jan Slabyhoudek
Jan Slabyhoudek (1. prosince 1875 Plzeň – 20. června 1938 Praha) byl český houslista.

## Životopis
Jan Slabyhoudek (původně Slabýhoudek) studoval v letech 1888–1894 na Pražské konzervatoři u pedagogů Antonína Bennewitze a Otakara Ševčíka. Po ukončení vojenské služby působil v orchestru berlínského divadla Metropol. Byl členem České filharmonie, orchestru plzeňského divadla a od roku 1912 členem orchestru Národního divadla, ze kterého odešel roku 1933 do výslužby z pozice prvního houslisty. Převážně v rukopise zanechal jako autor několik drobných skladeb.